# Intelligence des céphalopodes
L'intelligence des céphalopodes est la capacité de ces derniers à s'adapter et à complexifier leur comportement en fonction des événements de leur environnement. Reposant sur un système nerveux fondamentalement différent de celui des vertébrés , son étude d'un point de vue comparatif permet une meilleure compréhension de l'intelligence de ceux-ci et donc de l'humain. Les représentants de la classe des céphalopodes, en particulier ceux de la sous-classe des Coléoïdes (seiches, calmars et pieuvres), sont considérés comme les plus intelligents des invertébrés et comme un exemple de l'évolution cognitive.

## Historiquement
On retrouve déjà chez Pline l'Ancien et son Histoire naturelle cette anecdote :

« Le coquillage n'a ni la vue ni aucune autre sensation que celle qui lui fait connaître l'aliment et le danger. En conséquence, les poulpes guettent le moment où il est ouvert, et mettent un petit caillou entre les valves, mais en dehors du corps même de l'animal, de peur qu'il ne chasse le caillou par ses contractions : dès lors ils attaquent leur proie avec sécurité, et ils extraient les chairs ; l'animal se contracte, mais en vain ; un coin rend ses efforts inutiles. Tant est grande l'habileté des animaux même les plus stupides ! »

## Pieuvres, poulpes

### Utilisation d'outils
À ce jour, la pieuvre est le seul invertébré à  avoir démontré sa capacité à faire usage d'outils. Au moins quatre spécimens d'Octopus marginatus ont été observés alors qu'ils manipulaient des coquilles de noix de coco pour s'en faire une sorte de carapace protectrice,. La découverte de ce comportement a été rapportée par le journal Current Biology et a aussi été filmée. Beaucoup d'autres invertébrés usent de divers objets pour s'en faire des coquilles ou un camouflage, mais ces comportements sont loin d'égaler celui de la pieuvre en complexité.

Pieuvre ouvrant un récipient en dévissant le bouchon de celui-ci
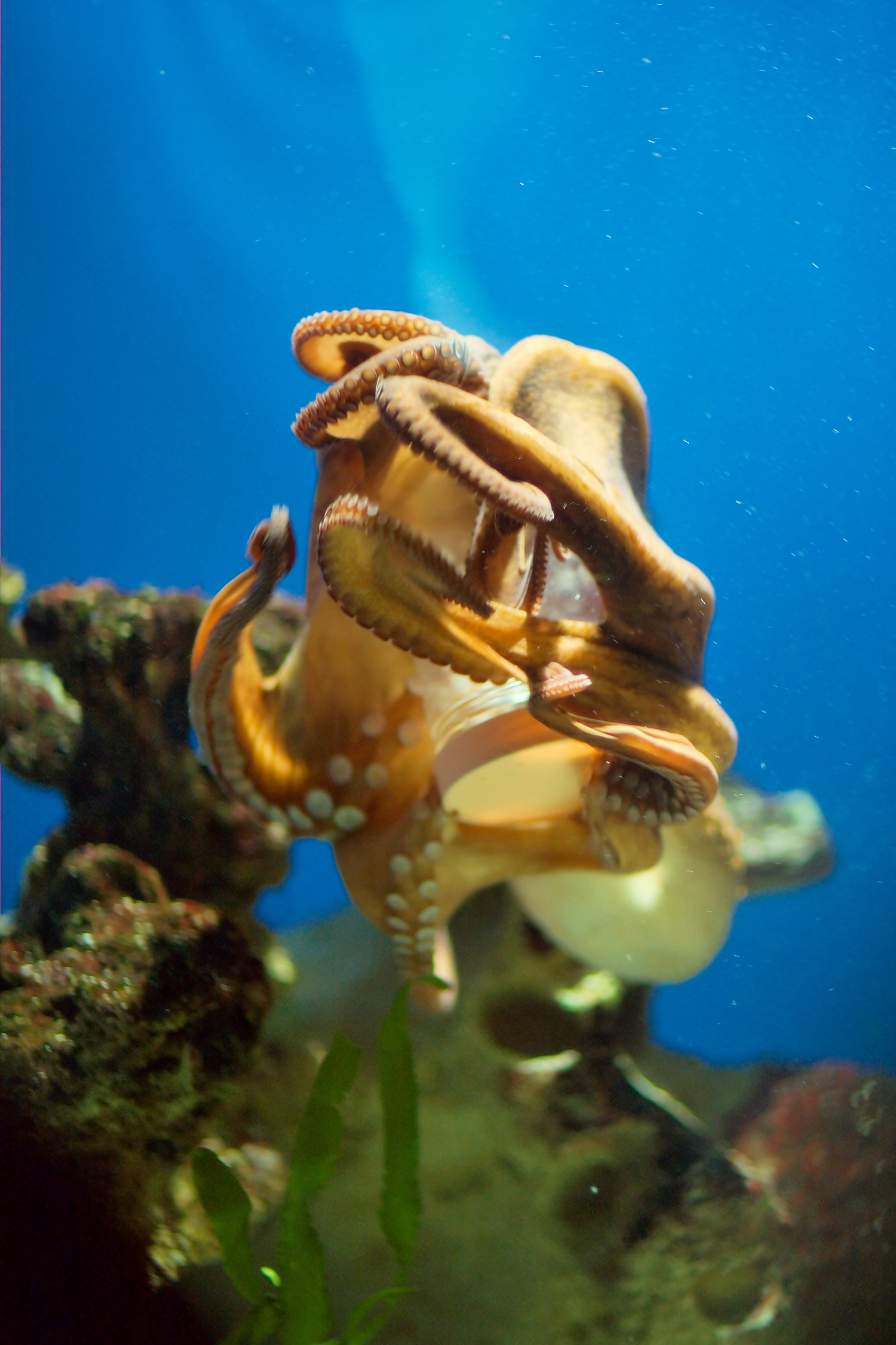
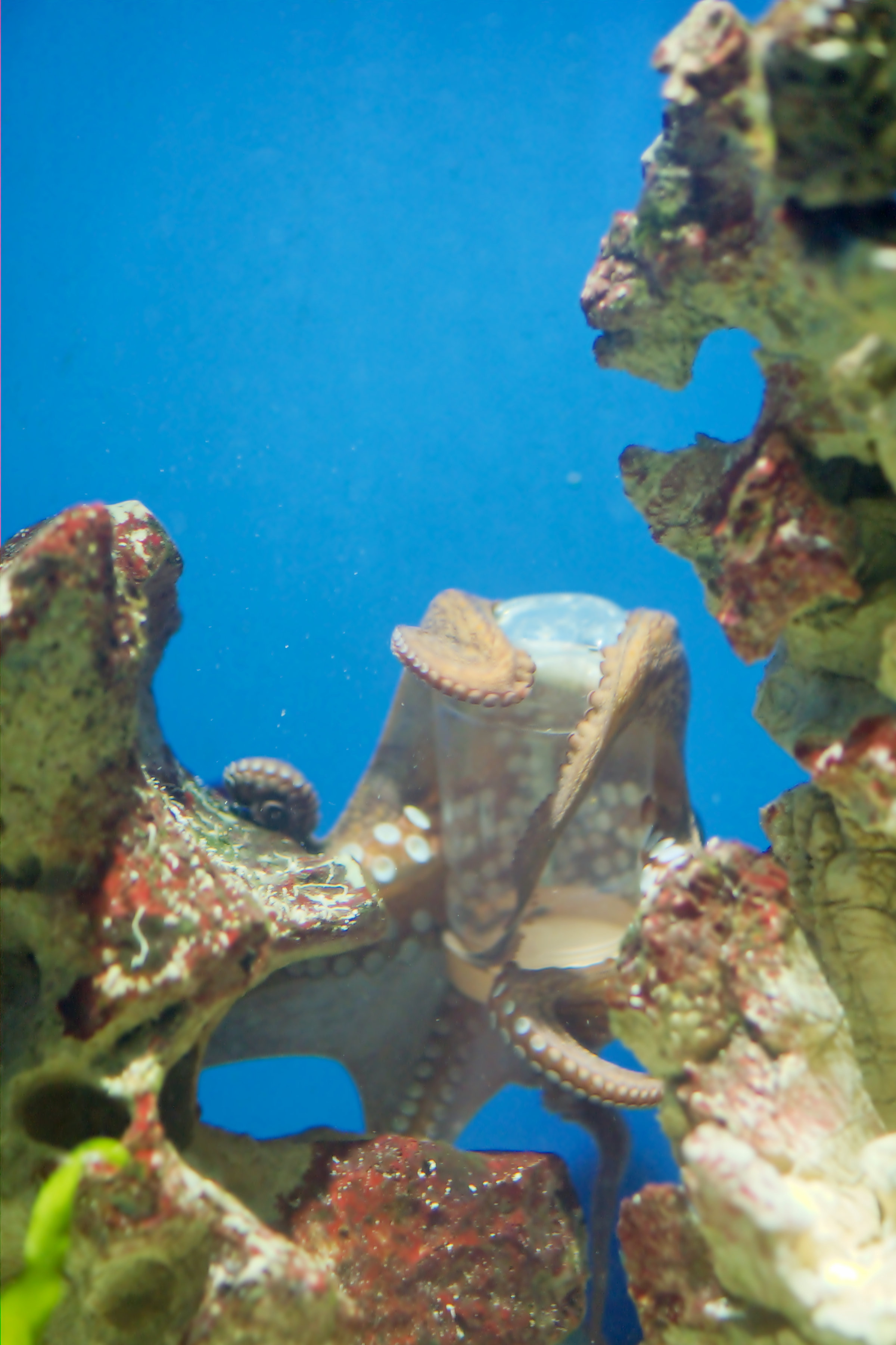
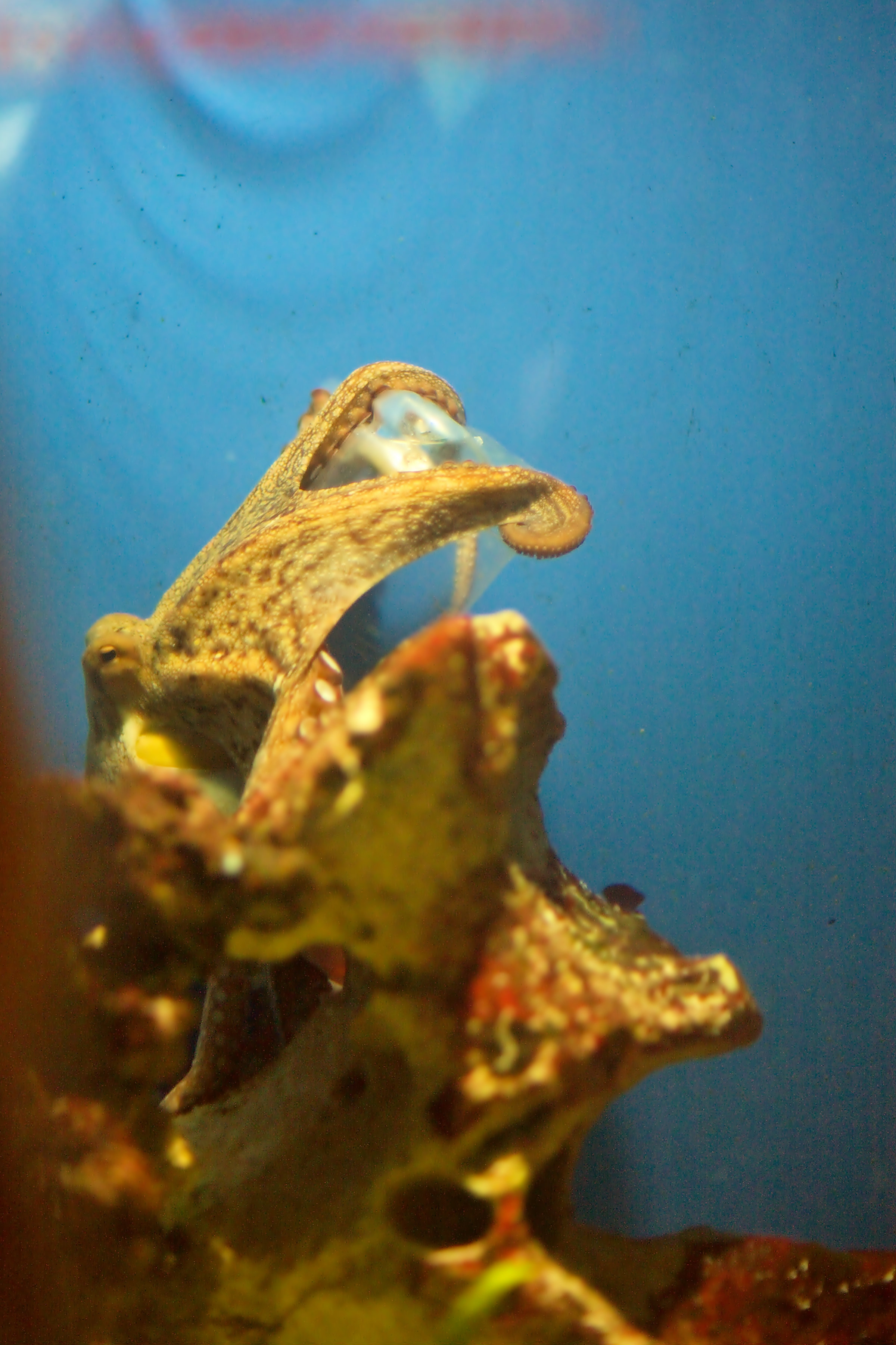
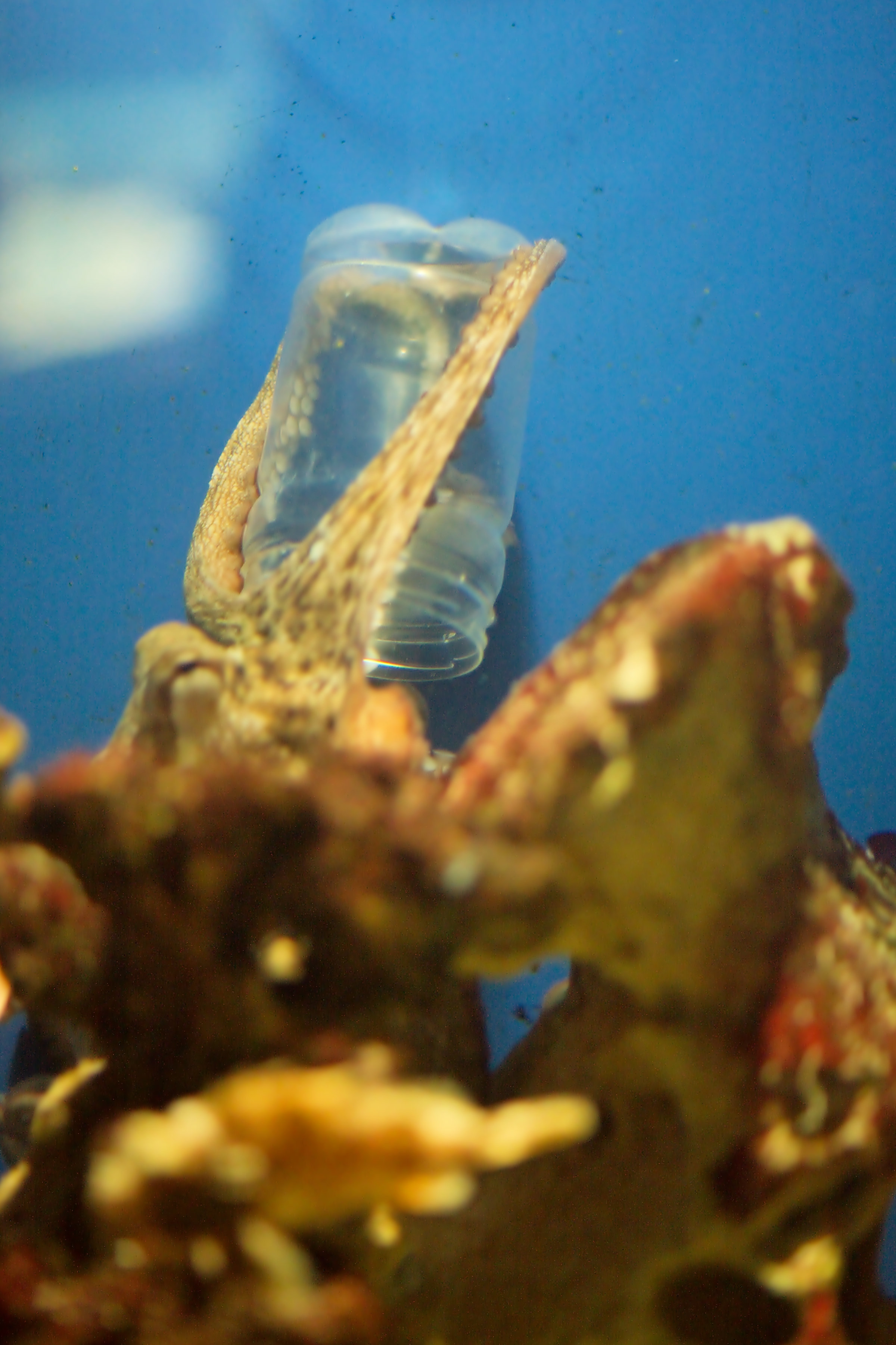

### Apprentissage
Chez toutes les espèces de pieuvres, la femelle surveille sans relâche ses œufs jusqu'à leur éclosion, puis elle meurt, mort génétiquement programmée. Elle ne peut donc transmettre ses connaissances à sa progéniture. Mais il existe peut-être une transmission culturelle de connaissances par les pairs, comme le laissent supposer de récentes observations de comportements sociaux chez cet animal initialement considéré comme solitaire. Les colonies observées et les expériences menées en aquarium ont montré que les poulpes non seulement apprennent par eux-mêmes, mais aussi par l'observation de leurs congénères.

### Comportement

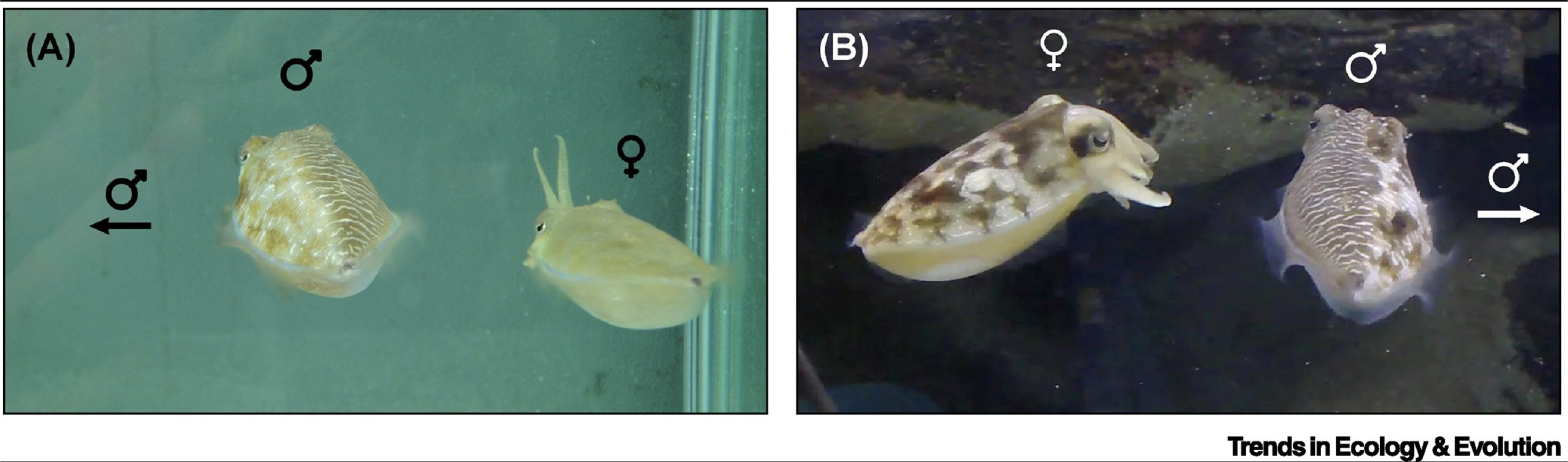
Coloration du corps en deux parties chez la seiche pleureuse Sepia plangon.

Le sous-ordre des coléoïdes est réputé pour ses comportements complexes, notamment en raison de leurs performances sur des tâches de résolution de problème.
Des chercheurs ont également suggéré que ces animaux soient capables de "tactical deception" (littéralement "tromperie tactique"). Il s'agit d'une forme de comportement très flexible et adapté au contexte ayant pour but de manipuler le comportement d'un observateur en lui communicant une fausse information. 
Par exemple, la seiche mâle Sepia plangon peut, lorsqu'elle essaye de séduire une femelle en présence d'un unique autre mâle, afficher différents motifs de part et d'autre de son corps: Motifs de séduction du côté exposé à la femelle, et motifs typiques d'une femelle du côté exposé au mâle,. Cette ruse lui permet de séduire la femelle sans risquer de se faire interrompre par le mâle rival.
Ce comportement implique que l'animal est capable de reconnaître le nombre et la nature de ses observateurs, d'inférer sur la perception et les intentions de ses observateurs, ce qui peut être interprété comme une forme élémentaire de théorie de l’esprit. Ceci est un indicateur que la seiche, ainsi que d'autres coléoïdes, ont une cognition complexe.
Ce dernier point est particulièrement intéressant d'un point de vue évolutif, puisqu'il pourrait nous permettre de comprendre comment l'intelligence évolue dans des branches du vivant différentes des mammifères ou des corvidés, qui ont jusqu'ici bénéficié d'une attention particulière en la matière,.